# Pfarrhaus (Wandersleben)

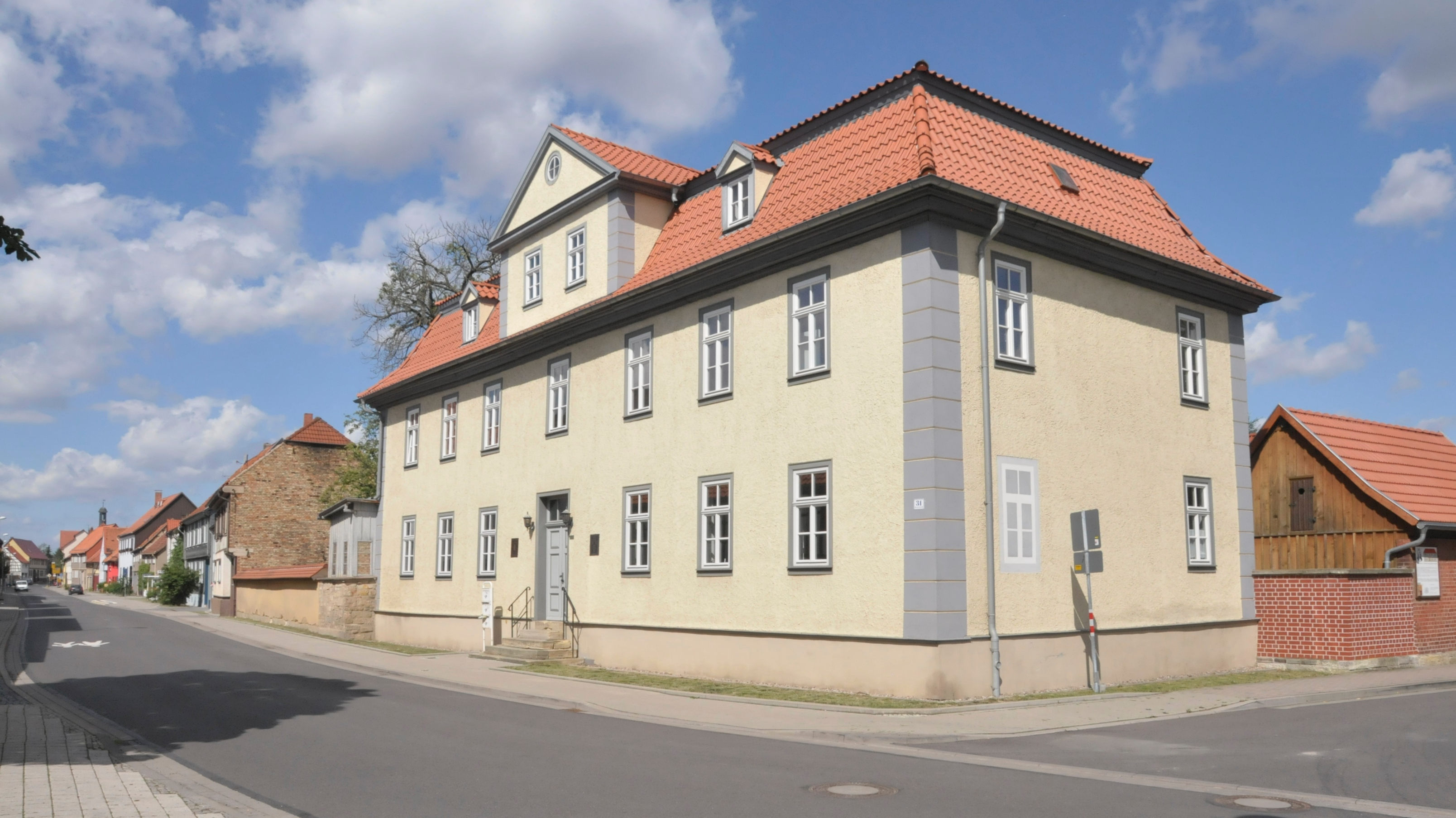
Ehemaliges Pfarrhaus in Wandersleben

Das protestantische Pfarrhaus in Wandersleben, einem Ortsteil der Gemeinde Drei Gleichen im Landkreis Gotha in Thüringen, wurde im 18. Jahrhundert errichtet. Das ehemalige Pfarrhaus an der Menantesstraße 31 ist ein geschütztes Kulturdenkmal.
Im barocken Gebäude mit sieben zu zwei Fensterachsen ist das originale Treppenhaus erhalten. Die Räume vermitteln einen Eindruck von der Wohnkultur in einem ländlichen Pfarrhaus.
Im Jahr 2005 wurde die Menantes-Gedenkstätte im umfassend renovierten Gebäude eingerichtet.